# Anastrophyllum auritum
Anastrophyllum auritum là một loài rêu trong họ Anastrophyllaceae. Loài này được Lehm. Stephani mô tả khoa học đầu tiên năm 1901.